# Erica Ehm
Pour les articles homonymes, voir Ehm.
Erica Ehm, née le 30 septembre 1961 à Montréal (Canada), est une écrivaine, actrice, compositrice, entrepreneuse et animatrice de télévision canadienne. Elle est surtout connue comme une vidéo-jockey pionnière de la chaîne de télévision câblée canadienne MuchMusic.

## Biographie
Elle a obtenu son premier emploi à la station de radio CHOM-FM, où elle triait des disques pour les DJ. Elle a commencé sa carrière à la télévision en contribuant à Musi-Video, une émission locale de rock et de vidéo produite à Montréal, au Québec. Elle a obtenu un baccalauréat ès arts en communications de l'Université d'Ottawa. Elle a déménagé ensuite à Toronto où elle a trouvé un emploi de réceptionniste à Citytv, qui préparait le lancement de la chaîne câblée MuchMusic. Lorsque la nouvelle station a commencé à recruter des vidéo-jockeys en 1984, elle a postulé et est devenue l'un des premiers VJ de la station. Ehm a quitté MuchMusic en 1994, après dix ans, pour se consacrer à ses autres facettes de créatrice, notamment en tant qu'actrice, productrice, compositrice.

## Filmographie

### Comme actrice
- 1994 : Replikator : propriétaire d'un club de striptease
- 1994 : RoboCop (série TV) : Rocky Crenshaw (unknown episodes)
- 1997 : Balls Up (TV) : réceptionniste
- 1998 : Mr. Music (TV) : Newscaster
- 1999 : Jigsaw (vidéo) : Vicki
- 2002 : Ararat : journaliste
- 2003 : Popstars: The One (série TV) : juge
- 2005 : Yummy Mummy (série TV)

### Comme compositrice
- 2005 : Yummy Mummy (série TV)

### Comme productrice
- 1999 : Jigsaw (vidéo)